# Ocosingo kussakini
Ocosingo kussakini is een vlokreeftensoort uit de familie van de Lysianassidae. De wetenschappelijke naam van de soort is voor het eerst geldig gepubliceerd in 1987 door Nina Liverjevna Tzvetkova.